# Leucoraja compagnoi
Leucoraja compagnoi är en rockeart som först beskrevs av Stehmann 1995.  Leucoraja compagnoi ingår i släktet Leucoraja och familjen egentliga rockor. IUCN kategoriserar arten globalt som otillräckligt studerad. Inga underarter finns listade i Catalogue of Life.